# 尾道市立因北中学校
尾道市立因北中学校（おのみちしりつ いんほくちゅうがっこう）は、広島県尾道市因島中庄町に存在する公立中学校である。

## 沿革
- 1947年（昭和22年）
  - 4月1日 - 中庄村立中庄中学校が設立される[2]
  - 不明 - 校歌制定（作詞：葛原𦱳、作曲：梁田貞）[3][4]
- 1952年（昭和27年）1月1日 - 御調郡学校組合立因北中学校に改称
- 1953年（昭和28年）5月1日 - 市制施行に伴い、因島市立因北中学校に改称
- 2006年（平成18年）1月10日 - 尾道市との合併に伴い、尾道市立因北中学校に改称

## 通学区域
- 因島鏡浦町・因島外浦町・因島中庄町・因島大浜町[5]

## 進学前小学校
- 尾道市立因北小学校[5]